# Grupo de Ejércitos del Alto Rin
El Comando del Ejército del Alto Rin (en alemán: Oberkommando Oberrhein), también incorrectamente llamado Grupo de Ejércitos del Alto Rin (en alemán: Heeresgruppe Oberrhein), fue un cuartel general de corta duración de la Wehrmacht creado en el Frente Occidental durante la Segunda Guerra Mundial. El Comando del Ejército del Alto Rin se formó el 26 de noviembre de 1944 y fue disuelto el 25 de enero de 1945. El único comandante de este cuartel general fue Heinrich Himmler.
Aunque las fuentes se refieren a este Mando como un "grupo de ejércitos", el término alemán Oberkommando en realidad significa "alto mando". Como tal, el Alto Mando del Oberrhein era un grupo de ejércitos subordinado a un mando de importancia igual al de un Mando de campaña y que informaba directamente al Oberkommando der Wehrmacht (OKW) y a Adolf Hitler. El término alemán Oberrhein se refiere a los tramos superiores del río Rin, el área geográfica de la que este comando tenía la responsabilidad de defender.

## Creación
Tras las exitosas ofensivas aliadas en noviembre de 1944 que forzaron las brechas de Saverne y Belfort, alcanzaron el río Rin y liberaron Belfort, Estrasburgo y Mulhouse, Hitler ordenó a las tropas alemanas alrededor de Colmar en Alsacia que se mantuvieran firmes. El Grupo de Ejércitos G (Heeresgruppe G) fue despojado de la responsabilidad de la defensa del área alrededor de Colmar y la defensa del río Rin al sur de Bienwald.
El 26 de noviembre de 1944, los alemanes organizaron el Comando del Ejército del Alto Rin para defender el Alto Rin. Hitler puso al mando del SS-Reichsführer Heinrich Himmler el 10 de diciembre, creyendo que la presencia de Himmler estimularía esfuerzos extraordinarios tanto por parte del ejército alemán como de los oficiales del Partido Nazi en la región.
La designación del mando como "Alto Mando" también significaba que el Grupo de Ejércitos del Alto Rin era un mando independiente a nivel de teatro que respondía directamente al OKW, en lugar de al OB West. El OB West era el Alto Mando responsable del resto del Frente Occidental. Con Himmler a cargo del Grupo de Ejércitos del Alto Rin, el efecto práctico fue que este grupo de ejércitos respondía directamente ante Hitler. Esto produjo un cisma en gran parte desventajoso en el alto mando alemán para las operaciones en el Frente Occidental.

## Organización
El Grupo de Ejércitos del Alto Rin controlaba el 19.º Ejército, así como varios regimientos del Ersatzheer que fueron movilizados por el Distrito Militar V (Wehrkreis V) como medida de emergencia en reacción a las exitosas ofensivas aliadas de noviembre de 1944.

## Batalla por Alsacia
El 16 de diciembre de 1944, los alemanes atacaron en las Ardenas. Lo que se conoció como batalla de las Ardenas obligó al movimiento de un gran número de tropas estadounidenses al norte de Alsacia y Lorena para contrarrestar el ataque alemán. En enero, las tropas estadounidenses adicionales se trasladaron al norte en respuesta a la contraofensiva alemana en el norte de Alsacia, la Operación Nordwind (Unternehmen Nordwind). Aprovechando que las líneas aliadas estaban sobreextendidas, Himmler ordenó la reconquista de Estrasburgo. Las tropas alemanas comenzaron el asalto a través del Rin cerca de Gambsheim el 5 de enero de 1945 y pronto ocuparon una cabeza de puente que incluía las ciudades de Herrlisheim, Drusenheim y Offendorf al norte de Estrasburgo. Al sur de Estrasburgo, las tropas alemanas en la bolsa de Colmar atacaron al norte hacia Estrasburgo el 7 de enero, infligiendo dolorosas pérdidas al II Cuerpo francés, pero finalmente no pudieron romper la defensa francesa.
Reforzadas por elementos de la 10.ª División Panzer SS Frundsberg, las tropas alemanas en la cabeza de puente de Gambsheim se mantuvieron firmes contra los contraataques de Estados Unidos y Francia durante enero de 1945, manejando a la 12.ª División Blindada de los Estados Unidos en Herrlisheim. Los éxitos alemanes de enero, sin embargo, marcaron el punto más alto para el Alto Mando del Alto Rin. La cabeza de puente de Gambsheim, y más al sur, la bolsa de Colmar, no serían reducidas por las fuerzas aliadas hasta bien entrado febrero de 1945, pero las operaciones del Alto Mando del Alto Rin después de mediados de enero fueron de naturaleza defensiva.

## Disolución
Con la derrota de la Operación Nordwind y el inminente colapso de la bolsa de Colmar, el Alto Mando del Alto Rin fue disuelto el 24 de enero de 1945, y la responsabilidad de la defensa de la región del Alto Rin fue devuelta nuevamente al Grupo de Ejércitos G. El Estado Mayor del Alto Mando del Alto Rin se utilizó para dotar de personal al recién formado 11.º Ejército Panzer SS en el Frente Oriental. Heinrich Himmler fue enviado al mando del Grupo de Ejércitos Vístula (Heeresgruppe Weichsel), también en el Frente Oriental.

## Comandantes
| Retrato | Comandantes                                      | Desde                   | Hasta               | Total   |
| ------- | ------------------------------------------------ | ----------------------- | ------------------- | ------- |
|         | Reichsführer-SS Heinrich Himmler (1900-1945)     | 10 de diciembre de 1944 | 24 de enero de 1945 | 45 días |
|         | SS-Oberst-Gruppenführer Paul Hausser (1880-1972) | 24 de enero de 1945     | 25 de enero de 1945 | 1 día   |